# André Kneib
Pour les articles homonymes, voir Kneib.

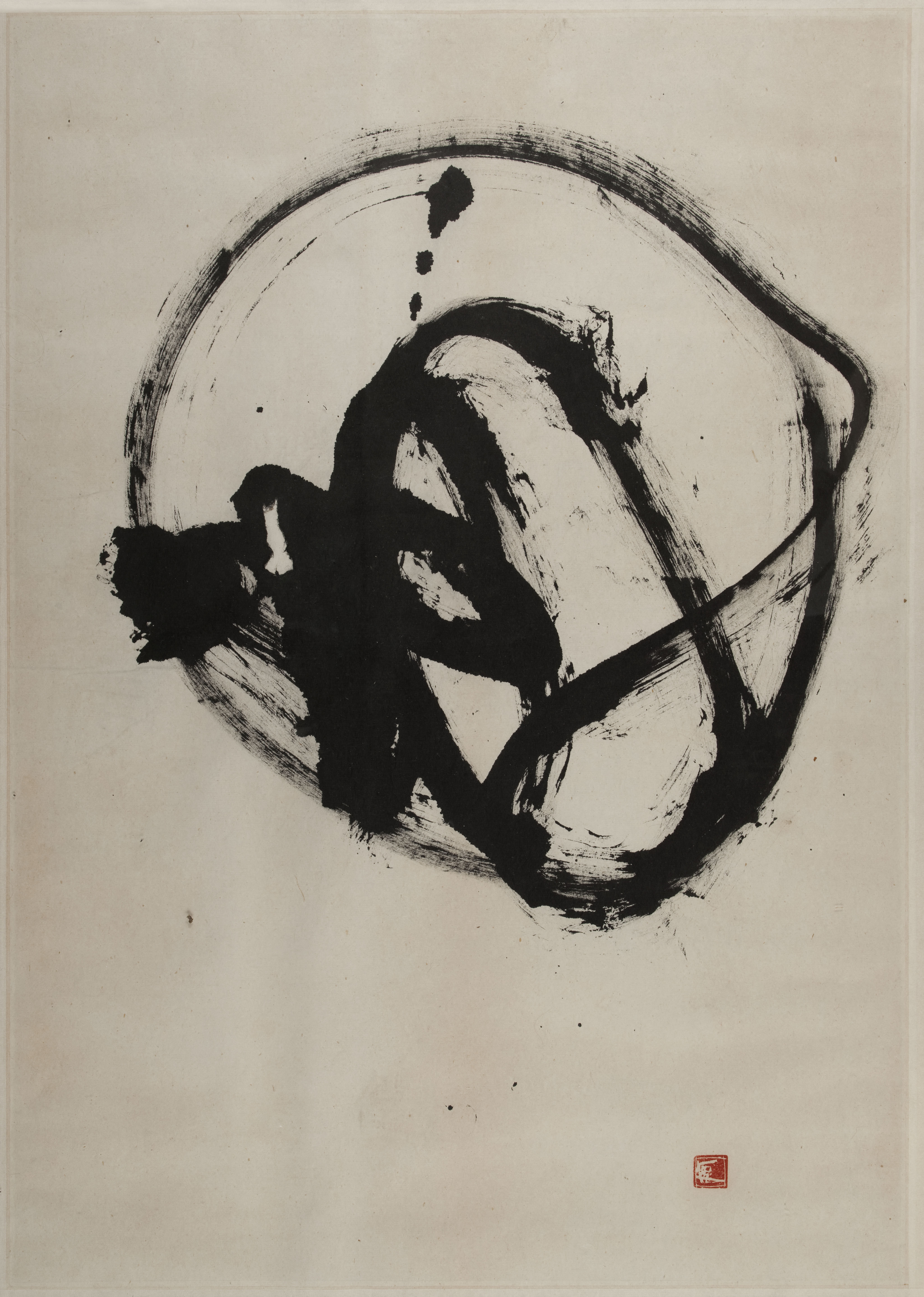
Calligraphie de l'idéogramme "You" (Amitié). Cachet rouge de l'artiste. Musée Cernuschi

André Kneib est un  sinologue et calligraphe français né en 1952. Il partage sa vie entre l’Alsace, Paris et la Chine. 

## Biographie
Docteur en études chinoises (université Paris VII) avec une thèse sur un traité de calligraphie de la Chine classique des Tang, diplômé de l’université de Nankin et de l’Institut Central des Beaux-Arts de Pékin, il est jusqu'en 2022 maître de conférences à l’École des Langues Orientales (INALCO) tout en intervenant à l’université Paris IV-Sorbonne.
André Kneib pratique l’art de la calligraphie chinoise (shufa 書法) depuis plus de quarante ans. Appuyée sur une connaissance théorique solide et un intérêt pour les innovations contemporaines, son œuvre a su convaincre le public chinois éclairé, y compris les sphères lettrées gardiennes de la tradition.
La première exposition de calligraphies d’André Kneib remonte au début des années 1980, à la tour du Tambour de Nankin — événement tout à la fois culturel et historique (cette exposition correspond de fait à l’ouverture de la Chine après la révolution Culturelle).
Car André Kneib travaille inlassablement la qualité classique de sa calligraphie, sans se fermer à la création et à l’innovation, notamment avec l’apport de la peinture acrylique dont la matière proche de celle de l’encre noire permet à la couleur de pénétrer dans le caractère calligraphié.
Saluée en deux pleines pages par le quotidien « Le Monde », cette exposition fut rapidement suivie d’une autre au Hong Kong Arts Center en 1982, puis au Taipei Fine Arts Museum.
Ces « portraits de caractères chinois » dont parle Léon Vandermeersch, ainsi que certaines réalisations picturales davantage abstraites, comme les séries récentes et colorées d’ « herbes sauvages », donnent lieu depuis quatre décennies à de nombreuses expositions personnelles et de groupe en Chine, au Japon, en Corée du Sud, aux États-Unis et en Europe. Parmi les plus récentes, celles du Palais des Beaux-Arts de Pékin et de la Résidence de Confucius à Qufu 曲阜, en 2006-2007.
Au milieu des années 1990, André Kneib réside à la Villa Kujoyama de Kyoto, l’équivalent de la villa Médicis au Japon, et parfait sa connaissance de la calligraphie et sa maîtrise du pinceau. La réalisation des cloisons en papier du sanctuaire du temple Konpōji 金法寺 « la Voie d’Or », à Nagahama 長浜, au Japon, au bord du célèbre lac Biwa lui est alors confiée. Ses grands panneaux fusuma 襖 ornent aujourd’hui encore l’intérieur de ce temple. La presse artistique chinoise et internationale rapporte régulièrement les avancées de cet artiste français qui sut s’approprier avec respect et originalité un art réputé inaccessible aux étrangers. 
Un documentaire de 52 minutes réalisé par Xavier Simon dans la série Océaniques, « Petite chronique d’un calligraphe en Chine », est présenté à la télévision sur la Sept Arte. Il met l’accent sur la sincérité de la démarche d’André Kneib, l’intérêt profond qu’il suscite auprès des Chinois eux-mêmes et la qualité de son travail.
Œuvre tout à la fois ancrée dans la tradition calligraphique classique de la Chine et dans l’innovation esthétique personnelle.
Reconnue par le public éclairé chinois (participation à de nombreuses expositions en Chine et à des colloques sur l’art de la calligraphie) tout en étant appréciée par les amateurs d’art occidentaux pour ses pures qualités visuelles.
Passerelle entre l’art abstrait occidental et l’art traditionnel chinois (cf. expositions Hans Hartung et exposition « La Forêt des Pinceaux » lors des Années Croisées France-Chine, sous le commissariat d’André Kneib).
Les œuvres d’André Kneib ont aussi rejoint plusieurs collections privées et publiques, dont celles du musée de la Province du Shandong, à Jinan, du musée municipal de Qingdao, du musée des Beaux-Arts de Taipei, du musée Champollion de Figeac ou encore des musées royaux d’Art et d’Histoire de Bruxelles.
André Kneib a également illustré plusieurs ouvrages de la collection Asie des Presses de l'université Paris-Sorbonne, ainsi que la revue littéraire et poétique Nunc, aux éditions de Corlevour, avec un quatrain dont chaque caractère a donné lieu à un tirage de luxe monté sur soie. Il a par ailleurs assuré le commissariat de l’exposition « La Forêt des Pinceaux » grande exposition de calligraphies contemporaines chinoises à la chapelle de la Sorbonne en 1998-1999.